# Bruce Nauman

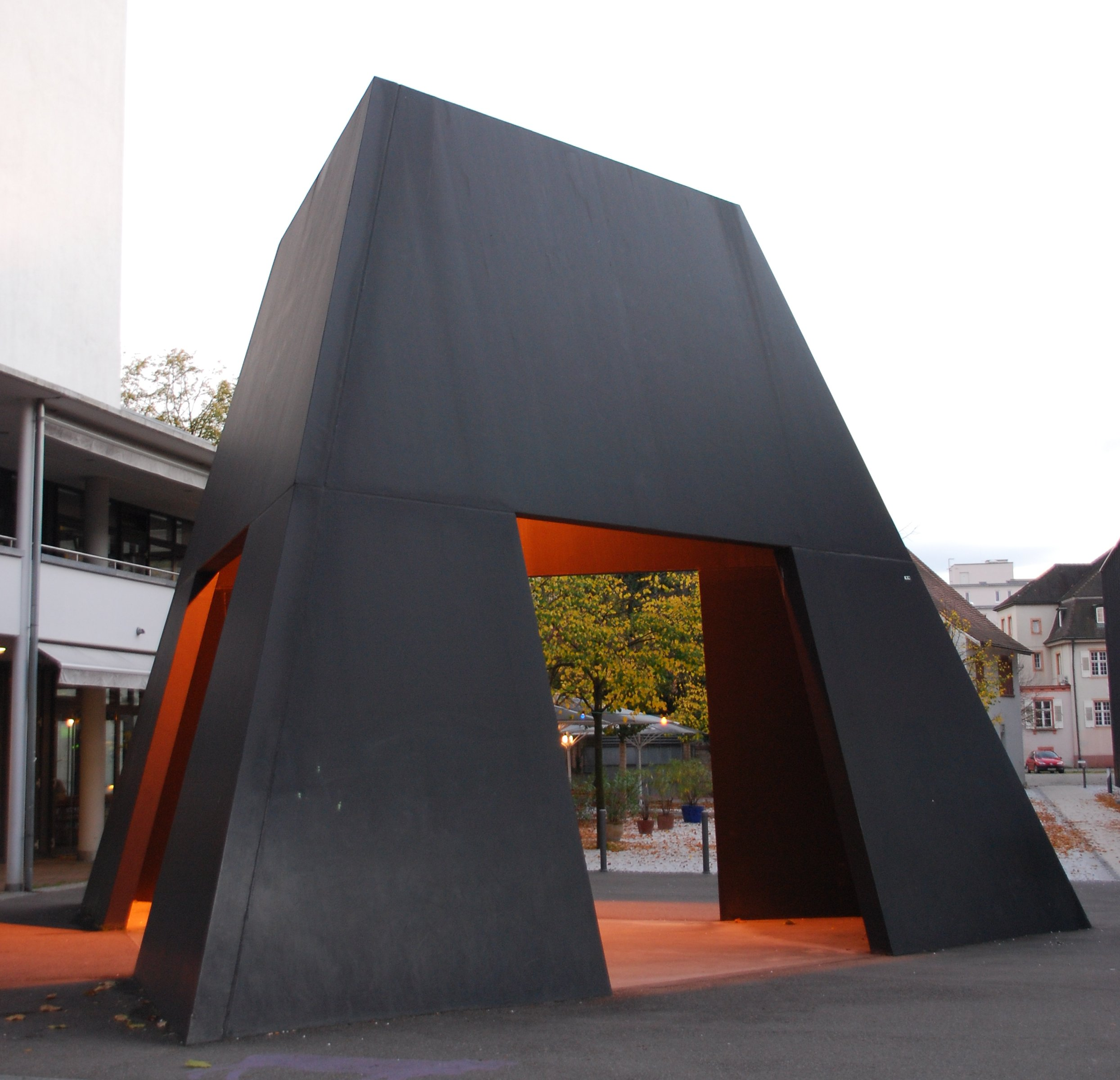

Bruce Nauman (6 de Dezembro de 1941, Fort Wayne) é um premiado artista estadunidense que iniciou sua carreira durante a década de 1960. No âmbito arte contemporânea, Nauman é autor de obras em neón, vídeos e instalações sonoras, já tendo sido agraciado por um Leão de Ouro.